# Boulevard des Capucines a París
Boulevard des Capucines a París és una pintura a l'oli realitzada per Claude Monet el 1873 i que, actualment, s'exposa al Museu Puixkin de Moscou.
Aquesta obra es presentava a la primera exposició dels impressionistes a París, a l'estudi del seu amic, el fotògraf Nadar. Fou en aquella ocasió que el grup es va guanyar la seva apel·lació d'impressionistes gràcies al crític Louis Leroi, a partir del títol del quadre de Monet: Impressió. Sortida de sol.
El paisatge tenia un lloc especial en l'obra dels impressionistes, incloent-hi les vistes urbanes, de les quals, en feren un gènere separat. La composició d'aquesta pintura pot semblar capriciosa, però, de fet, està pintada des d'un angle inesperat deliberadament escollit per donar-hi un sentit natural. Aquesta estructura triada per Monet captura molt bé el caràcter d'un carrer parisenc ple. La conducta és típicament impressionista: parts il·luminades amb traços de color pur, amb edificis vistos a certa distància.
N'hi ha una altra versió pintada el mateix any al Museu Nelson-Atkins, Kansas-City.